# Giunzione tunnel superconduttiva
Una giunzione tunnel superconduttiva o STJ (Superconducting Tunnel Junction) è un rivelatore di radiazione costituito da due film di metallo superconduttore separati da un piccolo strato di materiale isolante. 
Quando una particella o un fotone incide su uno dei metalli vengono rotte le coppie di Cooper che si trovano nello stato ground con la conseguente generazione di un numero elevato di quasiparticelle "in eccesso". Il numero di tali quasiparticelle sarà proporzionale all'energia assorbita nel metallo. Applicando una differenza di potenziale ai capi del dispositivo le quasiparticelle attraverseranno la barriera isolante per il fenomeno noto come effetto tunnel, generando una corrente elettrica. Quindi dalla misura dell'intensità di questa corrente si può ricavare l'energia depositata dalla radiazione. È importante sottolineare la necessità di applicare anche un campo magnetico di intensità tra 10 e 100 Gauss per sopprimere la corrente Josephson che viene creata dal tunneling delle coppie di Cooper attraverso la barriera.